# Трипутнянський парк
Трипутнянський парк — комплексна пам'ятка природи місцевого значення в Україні. Розташована у межах Сарненського району Рівненської області, на території Трипутнянського лісництва.
Площа 3 га. Створений рішенням Рівненського облвиконкому №343 від 22.11.1983 року. Землекористувач — ДП «Дубровицький лісгосп» (Трипутнянське лісництво, квартал 27, виділ 36).
Охороняється старовинний парк на Поліссі, в якому росте 100 видів дерев і кущів віком понад 200 років.